# شلبی (نبراسکا)
شلبی(به انگلیسی: Shelby) شهری در ایالت نبراسکا کشور ایالات متحده آمریکا است که جمعیت آن در سرشماری سال ۲۰۱۰ میلادی، ۷۱۴ نفر بوده‌است.